# Irwiniella arabica
Irwiniella arabica är en tvåvingeart som beskrevs av Lyneborg 1976. Irwiniella arabica ingår i släktet Irwiniella och familjen stilettflugor.
Artens utbredningsområde är Sydjemen. Inga underarter finns listade i Catalogue of Life.